# Sylvabestia tenuis
Sylvabestia tenuis — ископаемый вид крылатых насекомых, единственный представитель рода Sylvabestia из семейства Sylvabestiidae. Включают в отряд Cnemidolestodea, а первоначально относили к гриллоблатидам.

## История
Ископаемые останки были найдены в Пермской области (Чекарда). Возраст находки — нижний пермский период (кунгурский ярус). Родовое название дано по двум словам: «Серебряная речка» (Sylva River) и латинскому названию животных (лат. bestia — animal).

## Описание
Длина переднего крыла около 16—17 мм. Длина тела (без брюшка) — 9 мм; фрагмент брюшка — 5 мм.

## Классификация
- Sylvabestiidae Aristov, 2000
  - Sylvabestia Aristov, 2000
    - Sylvabestia tenuis Aristov, 2000